# Quintanilla cabe Soto
Quintanilla cabe Soto es una localidad del municipio burgalés de Quintanaélez, en la Comunidad Autónoma de Castilla y León (España). 

## Localidades limítrofes
Confina con las siguientes localidades:
- Al este con Marcillo.
- Al sureste con Busto de Bureba.
- Al suroeste con Quintanaélez.
- Al noroeste con Soto de Bureba.

## Demografía
Evolución de la población
| Gráfica de evolución demográfica de Quintanilla Cabe Soto entre 2000 y 2017 |
|                                                                             |
| Población de derecho (2000-2017) según el padrón municipal del INE          |

## Historia
Así se describe a Quintanilla Cabe Soto en el tomo del Diccionario geográfico-estadístico-histórico de España y sus posesiones de Ultramar, obra impulsada por Pascual Madoz a mediados del siglo XIX:

Villa en la provincia, diócesis, audiencia territorial y capitanía general de Burgos (10 leguas), partido judicial de Briviesca (2 ½), y ayuntamiento de Quintana Elez (1/4). Situada en llano y al pie de la sierra de Frías, con exposición al S; reinan especialmente los vientos N y O, y se padecen por lo regular catarros y tercianas. Cuenta 22 casas; una fuente descubierta dentro del pueblo; una iglesia parroquial (San Andrés) servida por 2 beneficiados enteros y un sacristán, y un cementerio fuera. Confina el término N Soto; E Marcillo; S la Vid, y O Quintan Elez. Su terreno es de buena calidad y la mayor parte de secano, habiendo un monte de corta extensión llamado Canto-redondo propio de los pueblos de Quintana Elez, Soto y el que describe; está poblado de carrascos de encina y roble, y alguna que otra haya, produciendo además su suelo pastos para los ganados; se encuentran también canteras de yeso y cal en la expresada sierra de Frías, de la que nace un arroyo poco caudaloso, que después de ½ legua de curso, desagua en el Matapán, utilizándose sus aguas únicamente para regar algunos pequeños huertos. Los caminos se hallan muy mal cuidados y dirigen a los pueblos inmediatos. Correos: se reciben de la capital del partido por conducto de las personas a quienes se da el encargo. Las producciones son trigo, cebada, legumbres, centeno, avena, patatas, algunas frutas y toda clase de yerbas; cría ganado lanar, vacuno y caballar, y caza de liebres, conejos y perdices. Industria: la agrícola. Población: 13 vecinos, 48 almas. Capital productivo: 180.700 reales. Imponible: 16.943. Contribución: 871 reales 31 maravedíes.
Diccionario geográfico-estadístico-histórico de España y sus posesiones de Ultramar